# Il Divin Codino
Il Divin Codino es una película italiana de 2021 dirigida por Letizia Lamartire. Es un filme biográfico que cuenta la carrera del futbolista Roberto Baggio.

## Trama
Roberto Baggio es un prometedor futbolista que sueña con ganar el mundial con la selección de fútbol de Italia en una final contra Brasil, como le prometió a su padre durante la final de 1970 cuando solo tenía tres años, disputada precisamente entre esas dos selecciones. Sus esfuerzos se ven recompensados cuando es contratado por la Fiorentina que lo adquiere del Vicenza por la suma de 2700 millones, aunque la noticia no es recibida con especial entusiasmo por su estricto padre. Durante el último partido con los vicentini, Roberto sufre una gravísima lesión que amenaza con comprometer su carrera, pero a pesar de todo, el club viola aún decide ficharlo. Sin embargo, el alejamiento de sus afectos lo sumerge en una grave crisis interior, que puede resolver gracias a su encuentro con el budismo, al que se acerca a través de un amigo. Finalmente, Roberto encuentra confianza en sí mismo y consigue su primera convocatoria a la selección nacional. 
Unos años más tarde se convierte en la estrella de la selección azzurra en el Mundial de 1994. Su relación con el entrenador Arrigo Sacchi es complicada, en parte por el mal desempeño del equipo en la fase de grupos de la competición. Roberto logra afianzarse y llevar al equipo a la final, pero desafortunadamente, durante la semifinal contra Bulgaria, termina lesionado. El entrenador sin embargo, decide apostar por Roberto, que es protagonista de la derrota en la final ante Brasil, fallando el último disparo desde el punto de penal. El error atormenta a Roberto durante mucho tiempo, hasta llegar al verano del año 2000, cuando se encuentra sin equipo, con fama de jugador ingobernable y casi en el ocaso de su trayectoria. 
Baggio, sin embargo, sueña con participar en el último campeonato mundial de su vida, que se celebrará en 2002 en Japón. Cuando ya nadie parece creer en él, Baggio recibe la llamada del presidente del Brescia, Gino Corioni, y de su entrenador, Carlo Mazzone. Roberto parece poder alcanzar su último sueño, consciente de la promesa que le hizo a su padre cuando era niño. El inicio de la temporada 2001-2002 es positivo y conoce al nuevo entrenador azzurro, Giovanni Trapattoni, quien promete tenerlo en cuenta si al final del campeonato se encuentra en buena forma. Una lesión más lleva a Baggio a la desesperación, pero gracias al apoyo de su familia y de su amigo y representante Vittorio, renuncia a la idea de retirarse y regresa al campo después de solo setenta y siete días de la lesión en el campo. A pesar de sus esfuerzos, Roberto es excluido de la convocatoria del campeonato mundial. Solo le restará encontrar refugio en el afecto de familiares y amigos, así como en el cariño de la afición que lo ha acompañado a lo largo de su carrera.

## Reparto
- Andrea Arcangeli - Roberto Baggio
- Valentina Bellè - Andreina
- Thomas Trabacchi - Vittorio Petrone
- Andrea Pennacchi - Florindo Baggio
- Antonio Zavatteri - Arrigo Sacchi
- Anna Ferruzzo - Matilde
- Riccardo Goretti - Maurizio Boldrini
- Martufello - Carlo Mazzone
- Simone Colombari - dirigente de Fiorentina
- Beppe Rosso - Giovanni Trapattoni

## Distribución
El tráiler de la película se lanzó el 2 de marzo de 2021. El filme se estrenó el 26 de mayo del mismo año a través de la plataforma Netflix.